# フティーラ

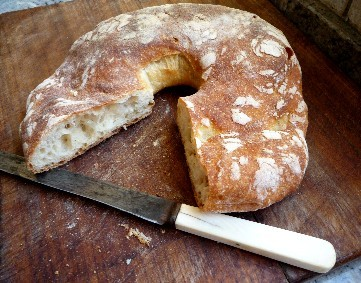
切り分けられるサワードウブレッドのフティーラ

フティーラ（ftira）は、平ためのリング状をしたマルタのサワードウを使った発酵パンで、通常は、イワシ、ツナ、ジュベイナ、ジャガイモ、タマネギ、ケッパー、オリーブ、オリーブ・オイルとフレッシュトマトまたはクンセルバ（伝統的なトマトペースト）などの具材と共に食される。地域によってバリエーションがあり、ゴゾ島のフティーラは、オープンサンドイッチのように薄くスライスしたジャガイモをクラスト（皮）の上にのせたり、カルツォーネのように折りたたんだものなどなど、サンドイッチというよりピザのように提供されるものを含む。
伝統的に直径は25センチメートル、厚さは5センチメートルほどの大きさに焼かれてその後切り分けられて食されていたが、現代では個別サンドイッチ用に直径15センチメートルほどの大きさでも焼かれるようになった。サワードウ種を前日新しい生地に加え、翌日450度の高温で20分ほど焼きあげる。高温で焼くことで、クラストが早く形成されることから、生地は大きな気泡がある軽めの状態に焼き上がり、クラストは硬くそして厚く仕上がる。焼きあがった後に、横にスライスしさまざまな具材を挟む。
スナック、軽食、前菜として日常的に食されており、自宅や外食ではもちろんのこと、学校やフィエスタ（宗教的な祝祭）、そしてさまざまな人が集まる集会においてマルタの人々にとっては欠かせないもので、人々を呼び寄せ、そして人々を繋ぐパンでもある。
かつてはパンの配達も盛んで、多層階の建物の上層階に住む住民は、紐に付けた籐の籠を窓から下ろしパンを配達人から受け取る光景も良く見られる風物詩だった。
一人当たりの消費量は減っているものの、パンはマルタの人々にとって主食物で、彼らは自分たちを「パン食の人」と考えており、パンを作る小麦の価格は大変重要であり、英国の直轄植民地だった1919年に小麦粉の価格高騰に抗議して起きたセッテ・ジューニョ（6月の7日目）と呼ばれる暴動が、その時は鎮圧されたものの、その後の自治と英国からの独立のきっかけとなっており、6月7日はマルタの祝日となっている。
フティーラは、アラビア語の酵母なしの薄くて平たいパンという意味のفطير（faṭīr、ファティール）に由来し、さまざまな人生の状況を表現する多くのマルタ語のことわざや比喩表現に使われ、人々の生活に深く関わっている。例えばフティーラは暖かいうちには、好機をとらえろという意味で使われる。

## 無形文化遺産
マルタ代議院が国際連合教育科学文化機関（ユネスコ）の「無形文化遺産の保護に関する条約」の批准を全会一致で承認したことを受けて、マルタの文化局は2018年に、フティーラをユネスコの無形文化遺産（ICH）の代表一覧表に記載されるよう請願を開始した。現地の専門家によると、文化局の国家目録に記載されている「マルタのフティーラの作り方」は16世紀に遡るとしている。強い世論に応えて、マルタ政府はフティーラの料理技法と文化を無形文化遺産として検討してもらえるようユネスコに申請すると発表した。そして2020年、「イル・フティーラ、マルタの平たいサワードウブレッドの料理技法と文化」はユネスコの無形文化遺産の一覧に登録された。